# زورق صواريخ

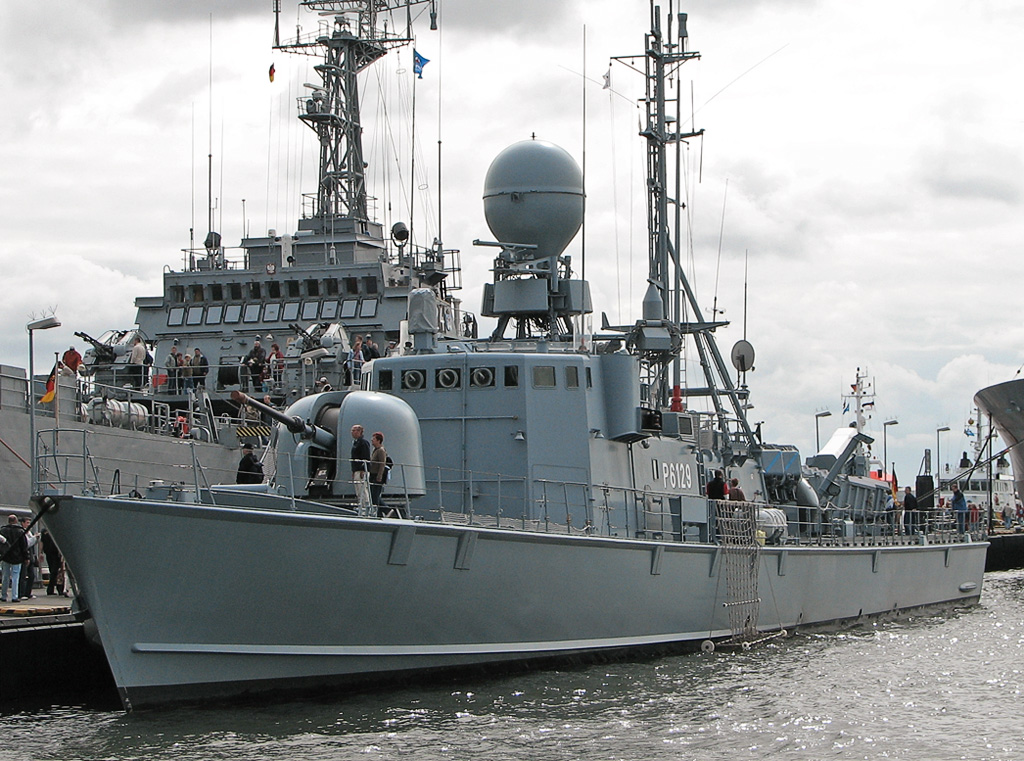
زورق صواريخ ألماني

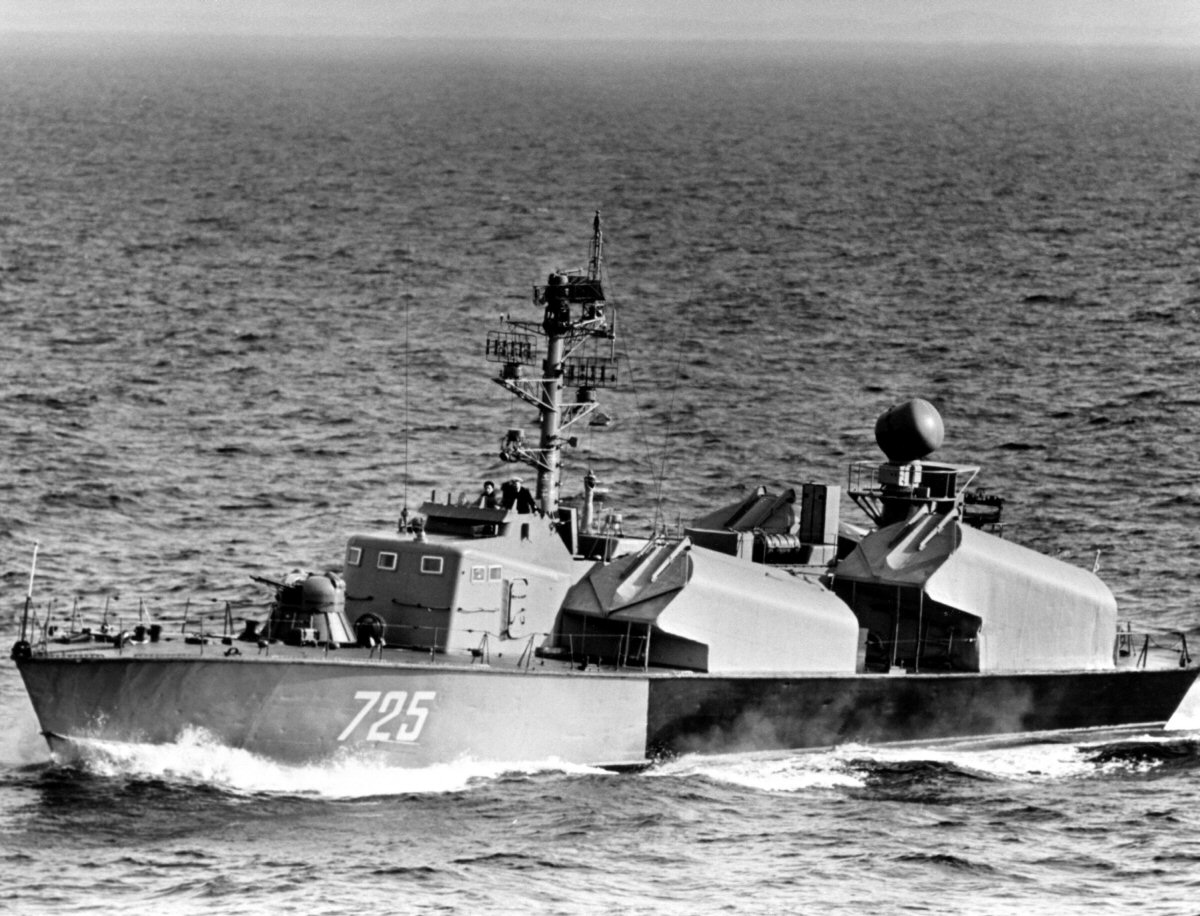
زورق الصواريخ السوفيتي أوسا.

زورق صواريخ هو زورق صغير يسلح بصواريخ سطح - سطح مضادة للسفن وهو أكثر السفن العسكرية شيوعاً لدى القوى البحرية العالمية بسبب فعاليتها من جهة وقلة تكلفتها المادية من جهة أخرى صممت زوارق الصواريخ كزوارق شبيهه لزوارق الطوربيد المستخدمة في الحرب العالمية الأولى.
تتراوح أطوال زوارق الصواريخ بين 25 و 60م، ولزوراق الصوراريخ محركات تعمل بالديزل أو بالتوربينات الغازية ويمكنها الانتقال بسرعات تبلغ 40 عقدة/ميل بحري في الساعة أو أكثر. وتحمل عددًا من الصواريخ يتراوح بين صاروخين موجهين إلى ثمانية صواريخ موجهة. ويمكن إطلاق صواريخها بدقة إلى مسافات تبلغ 100 كم. كما أن لزوارق الصواريخ مدفعًا واحدًا سريع الطلقات أو قد يكون لها أكثر من مدفع تستخدمها ضد الطائرات والسفن الصغيرة المهاجمة. وتبلغ أعيرة هذه المدافع 75 ملم كحد أقصى.
وقد بُنيت أولى الزوارق الصاروخية بواسطة البحرية السوفييتية، التي أدخلتها للخدمة في 1958م. وتستخدم أساطيل عديدة أخرى النوعين الأكثر شهرة من زوارق الصواريخ السوفييتية وهما أوسا وكومار. وأثناء الحرب العربية الإسرائيلية عام 1967م استخدمت البحرية المصرية زوارق الصواريخ من فئة كومار مزود بأربع صواريخ من نوع (SS-N-2) لإغراق المدمرة إيلات الإسرائيلية وقتل 47 من طاقمها في 20 أكتوبر 1967. وكانت الزوارق المصرية في قاعدتها عندما أطلقت أربعة صواريخ على المدمرة التي كانت تبعد 20 كم عن الساحل. وعقب عملية الإغراق هذه وعمليات أخرى بوساطة سفن سوفييتية الصنع، شرعت الدول الأخرى في تطوير زوارق الصواريخ.

## من زوارق الصواريخ
- زورق الصواريخ تايب 22